# Ri'lyth
Ri'lyth es una banda ecuatoriana de death metal. La banda fue formada en 2021 en la ciudad de Quito por Vintcent Omar Mateo Ortiz.

## Miembros

### Actuales
- Vintcent Omar Mateo Ortiz (compositor, guitarra, teclados)[3]
- Juan Moncayo (percusión, batería)
- Jean Soria (vocal)
- Damian (bajo)
- Thony (Guitarra)
- Keysi Elizabeth (Teclados, sintetizador)[2]

### Anteriores
- Sergio Alejandro Jaramillo (vocal, batería)[4][2]

## Discografía

### Álbumes
- Ascenso (2023)[5]
- Behavior of the Idols (2024)[6]

### EP
- Ascenso Demo (2022)[1]

### Sencillos
- Ri'lyth DYHWA (2023) [7]